# Малкин, Евгений Борисович
Евгений Борисович Малкин (род. 3 марта 1957 года в городе Москве, РСФСР, СССР) — российский политтехнолог, политический деятель, депутат Государственной Думы ФС РФ первого созыва (1993—1995), автор нескольких книг по избирательным технологиям.

## Биография
В 1981 году получил высшее образование по специальности «радиофизик» в Московском физико-техническом институте. С 1981 по 1993 год работал инженером, начальником отдела Радиотехнического института имени академика А. Л. Минца. В 1990 году вступил в Демократическую партию России. В 1991 году был членом Политсовета Московского отделения ДПР, заместителем исполняющего обязанности председателя Политсовета ДПР, в 1992 году был избран одним из секретарей, ответственных за участие ДПР в выборах.
В феврале 1994 года получил вакантный мандат депутата Государственной думы Федерального Собрания Российской Федерации первого созыва. В Государственной думе был членом комитета по обороне, входил во фракцию Демократической партии России.
С 1995 года работает политтехнологом.

## Законотворческая деятельность
За время исполнения полномочий депутата Государственной думы I созыва выступил соавтором закона «Об альтернативной гражданской службе».